# Madonna Frizzoni
La Madonna col Bambino  o Madonna Frizzoni è un dipinto del pittore veneziano Giovanni Bellini realizzato circa nel 1470 e conservato al Museo Correr a Venezia.

## Storia e descrizione
La Madonna Frizzoni  fu pubblicata per a prima volta nel 1891 da Morelli con una prima attribuzione al Bellini. A quel tempo apparteneva alla collezione Gustavo Frizzoni di Bergamo che donò il dipinto al Museo Correr di Venezia nel 1919.
In realtà quello che ci appare come un dipinto completo è il risultato del distacco e ritaglio delle figure dalla tavola originale e del loro assemblaggio su una tela su cui, nell'Ottocento, vennero dipinti ex novo il cielo ed il parapetto. Infatti le indagini moderne hanno evidenziato la presenza di pigmenti prodotti solo dalla metà dell'Ottocento nelle parti aggiunte, per altro è percepibile a occhio nudo il minimo spessore delle figure rimesse sulla pezza più grande. I ritocchi a biacca lungo tutti bordi dell'immagine ritagliata però impediscono l'individuazione di eventuali residui di ambientazione con i raggi X. È stato comunque possibile individuare con la riflettografia un disegno preparatorio sottostante alla pellicola pittorica con tratti paralleli molto simili a quelli di altri lavori del Giambellino come per esempio quello della Pietà di Brera. 
Accettata come autografa unanimemente dalla critica, soltanto Anchise Tempestini espressamente la espunge dal catalogo belliniano adducendo la scarsa qualità. Una motivazione secondo Mauro Lucco inconsistente in quanto afferente al gusto personale più che all'indagine critica. 
Viceversa la severità degli sguardi – così distanti, come per meditare il presagio della passione – uniti alla dolcezza degli atteggiamenti, nonché l'eleganza dello scialle trattenuto da una spilla a forma di cuore e le pieghe mantegnesche del manto ci riportano nell'ambito delle madonne a mezza figura concepite dal Bellini.